# Jan de Groef
Jan de Groef MAfr (ur. 7 stycznia 1948 w Beigem) – belgijski duchowny rzymskokatolicki posługujący w Południowej Afryce, od 2009 biskup Bethlehem.

## Życiorys
Święcenia kapłańskie przyjął 7 lipca 1979 w zgromadzeniu Ojców Białych. Po święceniach wyjechał do Republiki Południowej Afryki i przez kilka lat pracował duszpastersko na terenie diecezji Bethlehem. W latach 1990–1995 był animatorem misyjnym w Leuven, a w kolejnych latach pracował na terenie RPA i Burkina Faso.
31 grudnia 2008 papież Benedykt XVI mianował go biskupem Bethlehem. Sakry biskupiej udzielił mu 28 marca 2009 abp Jabulani Adatus Nxumalo.